# Kältepack
Ein (Sofort-)Kältepack oder eine (Sofort-)Kältekompresse ist ein Beutel, der durch Abkühlung der Umgebung Wärme entzieht. Anders als Kühlakkus und Kalt-Warm-Kompressen müssen Kältepacks nicht vorgekühlt gelagert werden, da sich diese erst bei Bedarf abkühlen, z. B. indem eine endotherme Reaktion  herbeigeführt wird.

## Funktionsprinzip
Kältepacks nutzen chemische Verbindungen mit einer positiven Lösungsenthalpie, beispielsweise Ammoniumnitrat oder Harnstoff, die in Wasser gelöst werden und so diesem und damit auch der Umgebung Energie entziehen.
Ein Kältepack besteht aus zwei abgetrennten Bereichen. In einem der Bereiche befindet sich eine chemische Verbindung bzw. eine Mischung verschiedener chemischer Verbindungen. In Deutschland wurde nach der Explosion des Oppauer Stickstoffwerkes der BASF in Ludwigshafen-Oppau kein Ammoniumnitrat, sondern nur noch das harmlosere Kalkammonsalpeter verwendet. Wegen der EU-Verordnung Nr. 98/2013 (Ausgangsstoffe für Explosivstoffe) verwendet man heute in Europa für Kältepacks Harnstoff.
In dem anderen Bereich befindet sich Wasser. Wird die Trennwand durch mechanische Vorgänge zerstört, löst sich der Harnstoff im Wasser. Dabei müssen die Gitterenergie des Harnstoffes und die Bindungsenergie des Wassers aufgebracht werden und die Hydrationsenergie wird freigesetzt. Beim Harnstoff der Kältepacks sind nun die Gitterenergie und die Bindungsenergie größer als die Hydrationsenergie, das System entzieht also der Umgebung die Differenz dieser Energien.

## Einsatzbereiche
Die Kältepacks werden z. B. in Ersthilfe-Rucksäcken mitgeführt um Zerrungen, Prellungen oder Entzündungen zu kühlen.